# クレイトン・ビーター
クレイトン・ハワード・ビーター（Clayton Howard Beeter, 1998年10月2日 - ）は、アメリカ合衆国テキサス州フォートワース出身のプロ野球選手（投手）。右投右打。MLBのワシントン・ナショナルズ所属。

## 経歴

### プロ入り前
テキサス工科大学時代の2018年に右肘のトミー・ジョン手術を受けている。

### プロ入りとドジャース傘下時代
2020年のMLBドラフト戦力均衡ラウンドB（全体66位）でロサンゼルス・ドジャースから指名されプロ入り。契約金は120万ドル。
2021年に傘下のA＋級グレートレイクス・ルーンズでプロデビューし、シーズン途中にAA級タルサ・ドリラーズへ昇格。2チーム合計で28試合（先発27試合）に登板して0勝6敗、防御率3.44、78奪三振を記録した。
2022年はAA級タルサで開幕を迎えた。

### ヤンキース時代
2022年8月3日にジョーイ・ギャロとのトレードで、ニューヨーク・ヤンキースへ移籍した。移籍後は傘下のAA級サマセット・ペイトリオッツへ送られた。この年は2チーム合計で25試合（先発23試合）に登板して0勝3敗、防御率4.56、129奪三振を記録した。
2023年はAA級サマセットで開幕を迎え、6月にAAA級スクラントン・ウィルクスバリ・レイルライダースに昇格した。また、7月にはオールスター・フューチャーズゲームに選出された。この年は2チーム合計で27試合（先発26試合）に登板して9勝7敗、防御率3.62、165奪三振を記録した。オフにルール・ファイブ・ドラフトでの流出を防ぐために40人枠に登録された。

### ナショナルズ時代
2025年7月26日、アーメッド・ロサリオとのトレードで、ブラウン・マルティネスと共にワシントン・ナショナルズへ移籍した。

## 詳細情報

### 年度別投手成績
| 年 度    | 球 団    | 登 板 | 先 発 | 完 投 | 完 封 | 無 四 球 | 勝 利 | 敗 戦 | セ 丨 ブ | ホ 丨 ル ド | 勝 率 | 打 者 | 投 球 回 | 被 安 打 | 被 本 塁 打 | 与 四 球 | 敬 遠 | 与 死 球 | 奪 三 振 | 暴 投 | ボ 丨 ク | 失 点 | 自 責 点 | 防 御 率 | W H I P |
| -------- | -------- | ----- | ----- | ----- | ----- | -------- | ----- | ----- | -------- | ----------- | ----- | ----- | -------- | -------- | ----------- | -------- | ----- | -------- | -------- | ----- | -------- | ----- | -------- | -------- | ------- |
| 2024     | NYY      | 3     | 0     | 0     | 0     | 0        | 0     | 0     | 0        | 0           | ----  | 15    | 3.2      | 4        | 0           | 1        | 0     | 0        | 5        | 0     | 0        | 2     | 2        | 4.91     | 1.36    |
| MLB：1年 | MLB：1年 | 3     | 0     | 0     | 0     | 0        | 0     | 0     | 0        | 0           | ----  | 15    | 3.2      | 4        | 0           | 1        | 0     | 0        | 5        | 0     | 0        | 2     | 2        | 4.91     | 1.36    |

- 2024年度シーズン終了時

### 年度別守備成績
| 年 度 | 球 団 | 投手（P） | 投手（P） | 投手（P） | 投手（P） | 投手（P） | 投手（P） |
| 年 度 | 球 団 | 試 合     | 刺 殺     | 補 殺     | 失 策     | 併 殺     | 守 備 率  |
| ----- | ----- | --------- | --------- | --------- | --------- | --------- | --------- |
| 2024  | NYY   | 3         | 0         | 0         | 0         | 0         | ----      |
| MLB   | MLB   | 3         | 0         | 0         | 0         | 0         | ----      |

- 2024年度シーズン終了時

### 記録
MiLB
- オールスター・フューチャーズゲーム選出：1回（2023年）

### 背番号
- 85（2024年 - 2025年）